# 困惑
困惑（日語：アポリア）是日本摇滚乐队Yorushika的歌曲，于2024年10月7日由环球音乐日本发行。该曲也同时作为动画《地。-关于地球的运动-》 的片尾曲。

## 背景与发行
2024年8月22日，Yorushika官方宣布将为动画《地。-关于地球的运动-》演唱片尾曲，其名为“困惑”，该动画自10月5日起在NHK综合频道播出。该曲作曲n-buna是原作鱼丰的粉丝，表示《地。-关于地球的运动-》是一部将对“求知”的热情具象化作品，因此他在阅读剧本的同时，思考着这部作品与Yorushika当下渴望创作之物间的共同点。
该曲罗马化后的标题“Aporia”是一个哲学术语，意为“悬而未决的难题”或面对难题时的困惑状态。这首作品便以此为喻，抒发了“渴望探知不可知事物”的心境。歌词中登场的气球，也象征着永无止境的求知欲。有趣的是，副歌中的曼陀林旋律，是n-buna在谱曲前一天才刚买下乐器，第二天便在录音室即兴录制下来的。此外，负责钢琴演奏的平畑徹也透露，钢琴部分基本忠实于n-buna指定的乐句，唯有尾奏部分由他即兴发挥。
2024年9月5日，动画《地。-关于地球的运动-》的预告片公开，首次部分披露该歌曲。10月6日，Yorushika官方宣布歌曲将于10月7日作为数字单曲发行。同日，动画的无字幕版片尾曲视频也一并公开。
2024年10月8日，该曲的音乐视频发布，由加藤隆导演，这也是自2023年发售的音乐画册《幻灯》以来，加藤隆再次参与Yorushika的作品。

## 评价
作家杉浦美惠在2024年12月期的《ROCKIN'ON JAPAN》中，引用了n-buna的评论，称其为一首“奇幻地描绘了源于纯粹求知欲的幻想的歌曲”。她认为主唱suis压抑的嗓音驾驭着变节拍的连复段，仿佛表达了对“知识”的深切渴求，从歌曲一开始就悄然吸引着听众。此外，她还评论道，副歌中听到的曼陀林音色，让人感受到如同从不断上升的热气球上看到新景色时，在“困惑”中飞起的心灵悸动。
音乐作家森朋之则评价道，乐曲中弥漫的异域风情、简约而深邃的旋律，以及出色凸显了作品主题的整体音乐制作，都恰到好处。而suis的歌声，在看似淡然的声线中蕴藏着强烈的意志与情感，更是堪称绝妙。他认为，这次合作是理想的典范，能让听众充分感受到Yorushika的创造力与动画世界观之间产生的协同效应。

## 制作人员
- suis - 主唱
- n-buna - 歌曲创作、编曲、吉他、合唱、曼陀林
- 下鹤光康 - 吉他
- 木谷龙也 - 贝斯
- Masack  - 鼓
- 平畑徹也 - 钢琴[14]

## 商业榜单
| 周榜（2024年）                   | 最高排名 |
| -------------------------------- | -------- |
| 日本（日本公告牌Download Songs） | 4        |
| 日本（日本公告牌Hot 100）        | 31       |
| 日本（日本公告牌Hot Animation）  | 8        |
| 日本（Oricon公信榜合算单曲榜）   | 42       |